# Городничев, Руслан Михайлович
Руслан Михайлович Городничев (род. 28 октября 1941 года, Николо-Макарово) — советский и российский учёный и преподаватель. Ректор Великолукской государственной академии физической культуры и спорта (1997—2012). Заслуженный работник физической культуры Российской Федерации (1999). Доктор биологических наук (1986). Профессор.

## Биография
Руслан Михайлович Городничев родился 28 октября 1941 года в селе Николо-Макарово Макарьевского района Костромской области.
В 1964 году окончил факультет физического воспитания Пензенского государственного педагогического института.
Работал тренером по лыжным гонкам в Ханты-Мансийске и Горьком.
После обучения в аспирантуре Ленинградского государственного педагогического института им. А. И. Герцена, в 1972 году защитил кандидатскую диссертацию на тему «Возрастные особенности альтерационного электрогенеза мышечной ткани теплокровных животных при действии комплексных раздражителей».
С 1971 года работает в Великолукском филиале Ленинградского государственного института физической культуры имени П. Ф. Лесгафта (позже — Великолукской государственной академии физической культуры и спорта), где был старшим преподавателем, доцентом, заведующим кафедрой, проректором, а с 1997 по 2012 год руководил академией. По инициативе Городничева в вузе были созданы специальности «Педагогика и психология», «Безопасность жизнедеятельности», «Адаптивная физическая культура», «Менеджмент организации», открыта аспирантура, созданы «Библиотечно-информационный центр», «НИИ проблем спорта и физической культуры».
В 1986 году он защитил докторскую диссертацию на тему «Механорецепторы кожи в системе регуляции движений».
Под его научным руководством подготовлено 12 кандидатов и 3 доктора наук. Член-корреспондент Петровской академии наук и искусств.
С 2012 года является проректором по научно-исследовательской работе ВЛГАФК, совмещая с должностью заведующего кафедрой физиологии и спортивной медицины.

## Награды и звания
- Бронзовая медаль Выставки достижений народного хозяйства СССР (1980).
- Заслуженный работник физической культуры Российской Федерации (1999)[6].
- Почётный знак Госкомспорта Российской Федерации (2001).
- Почётный знак Олимпийского Комитета России (2001).
- Почётный работник высшего профессионального образования.
- Медаль «80 лет Госкомспорту России» (2003).

## Научные публикации
Монографии
- Городничев Р. М. Спортивная электронейромиография. — Великие Луки: ВЛГАФК, 2005.
- Челноков А. А., Городничев Р. М. Закономерности формирования спинального торможения у человека. — Великие Луки: ВЛГАФК, 2014. — 191 с. ISBN 978-5-350-00294-2
- Городничев Р. М., Шляхтов В. Н. Физиология силы. — Москва: Спорт, 2016. — 227 с. ISBN 978-5-906839-71-8

Учебные пособия
- Городничев Р. М., Пухов А. М., Иванов С. М. Руководство к практическим занятиям по физиологии мышечной деятельности. — Великие Луки: Великолукская типография, 2017. — 109 с. ISBN 978-5-905507-90-8

Статьи
- Мошонкина Т. Р., Мусиенко П. Е., Богачева И. Н., Щербакова Н. А., Никитин О. А., Савохин А. А., Макаровский А. Н., Городничев Р. М., Герасименко Ю. П. Регуляция локомоторной активности при помощи эпидуральной и чрескожной электрической стимуляции спинного мозга у животных и человека. — Ульяновский медико-биологический журнал, 2012.
- Беляев А. Г., Городничев Р. М., Шляхтов В. Н. Повышение силы мышц голени спортсмена с помощью электромагнитной стимуляции. — Ученые записки университета им. П. Ф. Лесгафта, 2013.
- Городничев Р. М., Беляев А. Г., Михайлова Е. А., Ершов В. Ю., Шляхтов В. Н. Электромагнитная стимуляция моторной системы как метод исследования некоторых проблем спорта. — Наука и спорт: современные тенденции. 2013. Т. 1. № 1 (1). С. 89-95.
- Гладченко Д. А., Иванов С. М., Мачуева Е. Н. Пухов А. М., Моисеев С. А., Пискунов И. В., Городничев Р. М. Параметры моторных ответов человека при чрескожной электрической и электромагнитной стимуляции различных сегментов спинного мозга. — Ульяновский медико-биологический журнал, 2016.
- Федоров С. А., Городничев Р. М., Челноков А. А. Влияние длительной электрической стимуляции спинного мозга на силовые возможности скелетных мышц. — Ульяновский медико-биологический журнал, 2017.